# Distretto di Mezőkövesd
Il distretto di Mezőkövesd (in ungherese Mezőkövesdi járás) è un distretto dell'Ungheria, situato nella provincia di Borsod-Abaúj-Zemplén.